# أبو الحسن الصدر
السيّد أبو الحسن بن محمد مهدي بن إسماعيل الصدر (25 أغسطس 1902 - 23 سبتمبر 1978) (21 جمادى الأولى 1320 - 21 شوال 1398) فقيه جعفري وشاعر عربي عراقي من أهل القرن العشرين الميلادي/ الرابع عشر الهجري. ولد في الكاظمية ونشأ بها وتلقى العلم على والده ثم على أعمامه وهم من علماء عصرهم. هو فقيه شيعي، أتقن العلوم الإسلامية وكان يعظ الناس في المسجد عقب صلاة العشاء من كلّ ليلة في أصفهان التي انتقل إليها واستقر فيها حتى وفاته. أجاد في نظم الشعر ولكنّه كان مقلّاً.

## النسب
ينحدر نسبه الى نسب صدري موسوي علوي هاشمي فهو:
أبو الحسن بن محمد مهدي بن إسماعيل بن صدر الدين محمد بن صالح شرف الدين بن محمد بن إبراهيم شرف الدين بن زين العابدين إبراهيم بن نور الدين علي بن علي نور الدين بن الحسين عز الدين بن محمد بن الحسين بن علي بن محمد بن أبي الحسن عباس تاج الدين بن محمد شمس الدين بن عبد الله بن جلال الدين بن أحمد بن أبي الفوارس حمزة الأصغر بن أبي محمد سعد الله بن أبي أحمد حمزة الأكبر بن أبي السعادات محمد بن أبي محمد عبد الله بن أبي الحرث محمد الحارث بن أبي الحسن علي (ابن الديلمية) بن عبد الله بن أبي طاهر بن أبي الحسن محمد المحدث بن أبي الطيب طاهر بن الحسين القطعي بن موسى بن إبراهيم المرتضى الأصغر بن موسى الكاظم بن جعفر الصادق بن محمد الباقر بن علي زين العابدين بن الحسين بن علي بن أبي طالب بن عبد المطلب بن هاشم.

## سيرته
هو السيّد أبو الحسن بن محمد مهدي بن إسماعيل الصدر ولد في الكاظمية يوم 21 جمادى الأولى 1320/ 25 أغسطس 1902 وأمه كريمة الشيخ عبد الحسين بن باقر آل ياسين. ونشأ بها وتلقى العلم على والده ثم على أعمامه - صدر الدين ومحمد جواد وحيدر - في كربلاء والنجف وهم من علماء عصرهم. أجيز في الرواية عن عدة منهم عبد الحسين شرف الدين وحسن الصمد ونجم الحسن وناصر حسين ووالده. وكان له في النجف مجلس تدريس في مسجد الهندي وكثر تلامذته وأغلب شباب العشيرة من آل الصدر وآل شرف الدين وآل ياسين تلمذوا عليه.
وفي عام 1947 قام بزيارة مشهد في خراسان وتجول في مختلف بلدان إيران وكانت بينها أصفهان فطلب بعض أهلها منه البقاء فيها ومكث الصدر فيها.
توفي في أصفهان في 21 شوال 1398/ 23 سبتمبر 1978 ونقل جثمانه إلى النجف ودُفن في الحجرة الأولى يمين الداخل من باب الفرح في العتبة العلوية، ولا عقبه له.

## شعره
أجاد في نظم الشعر لكّنه كان مقلَّلا وشعره في الوجدانيات والحنين إلى موطنه الذي كان بعيداً عنه. وقد رغب في الشباب إلى الأدب وكان مغرماً بديوان الشريف الرضي من القدماء والحبوبي من المتأخرين. ومن شعره هذه القصيدة وقد بعـث بها إلى صديقه عبد الله السبيتي سـنة 1945 وفيهـا يتشوق إلى النجف: